# 土屋靖雄
土屋 靖雄（つちや やすお、1938年4月24日 - ）は、日本の俳優、元子役。本名は同じ。旧芸名は土屋 靖男。
埼玉県出身。東京都出生。中央学院大学中央高等学校卒業。アマチプロゼ、劇団こまどり、東宝、三木事務所、たつみプロダクションを経て、天知プロダクション、田中プロモーションなどに所属していた。
特技は落語。

## 出演作品

### テレビドラマ
- お好み日曜座 / 小判をみがくな（1959年）
- ホームラン教室（1959年 - 1963年）
- 水道完備ガス見込（1960年 - 1963年） - 早鳥賢一
- 神州天馬侠
- おかあさん 第2シリーズ 第257話「牡蠣殻」（1964年）
- 鉄道公安36号
  - 第71話「一時預け」（1964年）
  - 第92話「春の来る駅」（1965年）
  - 第168話「乗車券は知っている」（1966年）
- 青年同心隊（1964-1965年、TBS）- 八十吉
  - 第2話「同心隊とび出す」
  - 第9話「喰らいついたら離れるな」
  - 第13話「それでも虹を追う」
- ウルトラシリーズ
  - ウルトラQ 第19話「2020年の挑戦」（1966年） - 友田記者（毎日新報）
  - 帰ってきたウルトラマン
    - 第28話「ウルトラ特攻大作戦」（1971年） - 村人
    - 第42話「富士に立つ怪獣」（1972年） - トラックの運転手
- NHK劇場 愛のシリーズ / 大市民（1966年）
- これが青春だ（1966年 - 1967年） - 吉田和助
- でっかい青春（1967年 - 1968年） - 猿田小助
- 戦え! マイティジャック（1968年）
  - 第17話「逃げたぞ それ行け つかまえろ!!」 - アベックの男
  - 第25話、第26話「希望の空へとんで行け!（前編、後編）」 - フーテン族
- 夜の主役 第12話「三人の侵入者」（1968年）
- 無用ノ介 第11話「月にうそぶく無用ノ介」（1969年） - 百姓
- 青空にとび出せ! 第6話「ピンキーと五月人形」」（1969年）
- Oh!それ見よ（1969年）
- 鬼平犯科帳'69 第16話「駿州宇津谷峠」（1970年）- 米吉
- サインはV（1969年 - 1970年） - 三平
- 女殺し屋 花笠お竜
  - 第2話「皆殺しの砦に風が吹く」（1969年）
  - 第23話「女ごころを酒が呼ぶ」（1970年）
- 東京の山賊（1970年）
- 夫よ男よ強くなれ 第23話「やる気ならやってみてよ」（1970年）
- 時間ですよ 第1シリーズ 第7話（1970年）
- 日本怪談劇場 第2話、第3話「牡丹灯籠」（1970年）- 六蔵
- 素浪人 花山大吉（1970年）
  - 第54話「初恋の味は苦かった」
  - 第61話「姐ちゃんヤクザは凄かった」
  - 第90話「先輩面して逃げていた」
- アテンションプリーズ 第16話（1970年） - 蕎麦屋の客
- だいこんの花 第1部 第5話「トラ! トラ! トラ」（1970年）
- 火曜日の女シリーズ 花は見ていた（1971年、NTV / ユニオン映画）
- 人形佐七捕物帳（1971年）
  - 第9話「怪談・花扇人形」
  - 第17話「八つ目鰻」 - 第26話「怪談・座頭の鈴」 - 梅吉
- 清水次郎長（1971年）
- おらんだ左近事件帖 第5話「叶屋おしま」（1971年）
- 大江戸捜査網
  - 第63話「過去を捨てた謎の女」（1972年）
  - 第263話「ふたり隠密 華麗に参上」（1976年）
- 世なおし奉行 第20話「当年一才一ヶ月」（1972年）
- 荒野の素浪人 第1シリーズ（1972年）
- 仮面ライダー
  - 第59話「底なし沼の怪人ミミズ男!」（1972年） - 三郎
  - 第97話「本郷猛 変身不可能!!」（1973年） - 実験用囚人
- 変身忍者 嵐 第12話「地獄の怪人! ゲジゲジ魔!!」（1972年） - 作佐
- 江戸巷談 花の日本橋（1972年）
  - 第17話「怪盗腕くらべ」
  - 第18話「女泥棒の恋」
- 一心太助 第24話「あべこべ物語」（1972年） - 乞食
- 隼人が来る 第15話「追われ者の掟」（1973年）
- 太陽にほえろ!
  - 第41話「ある日、女が燃えた」（1973年） - 覚醒剤配達人
  - 第298話「われら七曲署」（1978年） - 近松
- 無宿侍 第10話（1973年）
- ぶらり信兵衛 道場破り（1973年）
- 非情のライセンス
  - 第1シリーズ 第49話「兇悪のレンズ」（1973年） - 助手
  - 第2シリーズ
    - 第12話「兇悪の空白」（1974年） - 徹次
    - 第35話「兇悪の裏帳簿」（1975年） - マスター
    - 第39話「やさしい兇悪」（1975年） - 髭だるま
    - 第75話「兇悪のワイン」（1976年） - 斉藤
- ご存知遠山の金さん 第9話「狂った世直し」（1973年） - 乙松
- いただき勘兵衛 旅を行く 第19話「空屋に花が咲いたとさ」（1974年） - 鮒吉
- ご存じ金さん捕物帳 第11話「河童が泣いてる日本橋」（1974年）
- 夜明けの刑事（1975年）
  - 第24話「ふるさとの母に向って走れ!」
  - 第53話「星空に宝石が消えた!!」
- 遠山の金さん 第1シリーズ 第1話「燃えろ桜吹雪」 - 第100話「忍び絵図を掏った娘」（1975年 - 1977年） - 助十
- 少年探偵団 第24話「はばたく純金の小鳥」（1976年） - 二十面相の替え玉
- 特捜最前線
  - 第12話「地獄に堕ちる愛」（1977年）
  - 第56話「絞殺魔・ノクターンが呼ぶ街!」（1978年）
- 土曜ワイド劇場 / 江戸川乱歩の美女シリーズ（1978年）
  - 第3作「死刑台の美女」 - パトカーの警官
  - 第4作「白い人魚の美女」 - 倉庫会社員
- 鬼平犯科帳 第2シリーズ 第23話「金太郎そば」（1981年）
- 火曜サスペンス劇場
  - 思い出さないで!!（1981年）
  - 母の誘拐（1984年） - 八百屋の店員
- 平岩弓枝ドラマシリーズ / 日本のおんなシリーズII 天の花地の星（1981年）
- 12時間超ワイドドラマ / 竜馬がゆく（1982年）
- 事件記者チャボ! 第4話「絶体絶命! チャボの大脱走」（1983年） - 泉刑事
- 必殺仕事人IV 第16話「主水 転職を夢見る」（1984年） - 甚兵衛
- ザ・ハングマン4 第23話「美人レジが金塊密輸の手先にされる!」（1985年） - 「ペーパームーン」マスター

### 映画
- 五十年目の浮気（1956年） - 良吉
- 初恋物語（1957年） - 昇平の学友
- 怒りの孤島（1958年） - 森幸太郎
- 電送人間（1960年） - 花屋の小僧[4]
- 娘ざかり（1969年）

### テレビアニメ
- サザエさん